# Andreu Gispert i Llavet
Andreu Gispert i Llavet és un economista català.

## Trajectòria
Treballà a alts càrrecs de l'Administració catalana i també en corporacions públiques, singularment com a directiu de la Cambra Oficial de Comerç, Indústria i Navegació i del Port de Barcelona. Fou secretari general tècnic del Departament de Turisme durant la Primera legislatura de la Catalunya autonòmica i és membre de la Societat Catalana d'Economia.
Ha fet diverses col·laboracions periodístiques. El Govern de Catalunya li concedí la Creu de Sant Jordi el 2013.

## Obres
- Problemes metodològics i Estadístics en la realització anual de la "Memòria Econòmica de Catalunya" (1979)